# شهریار میرزا
شهریار میرزا (تولد ۱۶ ژانویه ۱۶۰۵ – مرگ ۲۳ ژانویه ۱۶۲۸) ، پنجمین پسر جهانگیرشاه بود. بعد از پدرش، شهریار میرزا کوشید تا امپراتور گورکانی هند شود. او در این کار با کمک نامادری قدرتمندش ملکه نورجهان که همچنین مادر همسرش بود، موفق شد. با این حال وی پس از مدتی با فرمان برادرش خرم میرزا کشته شد.